# Gaia Sky
Gaia Sky és un programari de visualització astronòmica de codi obert i lliure que compta amb versions d'escriptori i de realitat virtual. Està disponible per Windows, Linux i macOS. Va ser creat i és actualment desenvolupat per Toni Sagristà Sellés en el marc de la Missió Gaia de l'ESA en el grup de la mateixa missió de l'Astronomisches Rechen-Institut (ZAH, Universität Heidelberg). Gaia Sky és un producte del grup de treball de divulgació del consorci de processat de dades de Gaia, DPAC. El programari està traduït al Català, entre altres idiomes, i es distribueix amb la llicència Mozilla Public License.

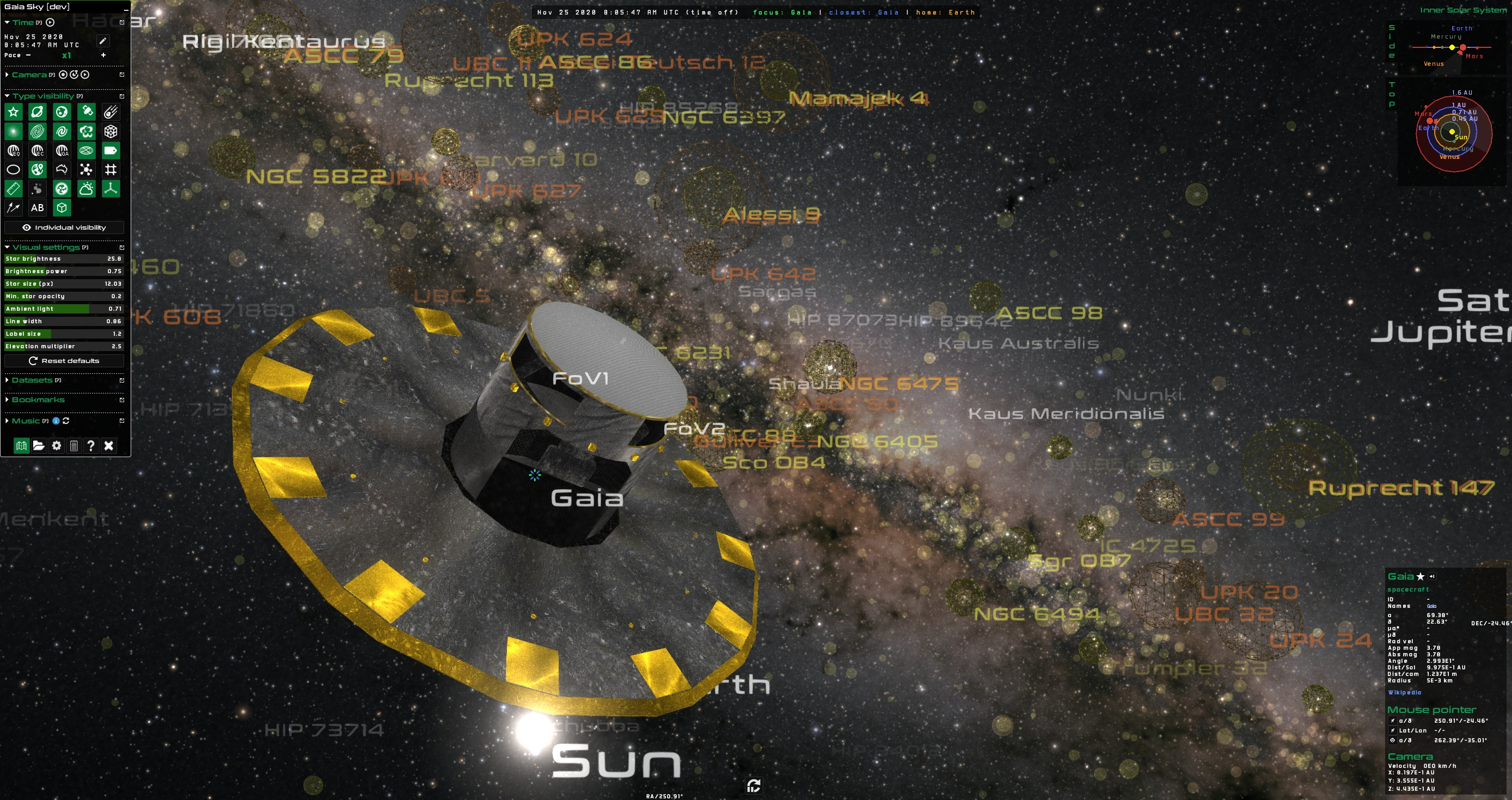
Representació del satèl·lit Gaia a Gaia Sky

El funcionament intern de Gaia Sky es descriu en detall a l'article Gaia Sky: Navigating the Gaia Catalog.
Gaia Sky ofereix moltes característiques avançades com els modes tridimensional, planetari o panorama. També ofereix suport per realitat virtual a través de SteamVR, és totalment extensible amb Python i soporta la configuració de comandaments, cosa que fa possible controlar-lo fins i tot amb un volant.
Gaia Sky és utilitzat per la ESA per a la producció audiovisual relacionada amb Gaia. Un vídeo fet amb Gaia Sky va ser publicat al lloc web d'Astronomy Picture of the Day.